# Xerociris wilsonii
Xerociris wilsonii là một loài bướm đêm trong họ Noctuidae.